# 円空 (平安時代)
円空（えんくう、天徳4年（960年） - 長暦3年8月16日（1039年9月7日））は平安時代の僧侶で三善為康が著した『拾遺往生伝』に記述がある人物。

## 経歴
『拾遺往生伝』には円空上人と記されており、伯耆国弘瀬寺の禅徒であった。それによると円空は長暦3年（1039年）当時、相当な高齢であったが一生戒律を守り続け、仙人のようであったという。同年7月25日に病を得た円空は自身の死を悟り、8月1日より読経と沐浴を始めた。その間、弘瀬寺の門前には円空を慕う僧侶や一般の人々が山のように集まったというが、全ての面会を断り、読経と沐浴を毎日続けた。同年8月16日、円空は80歳にして遂に永眠、極楽往生を遂げたという。さらに円空が死去する前日から当日の晩にかけて多くの人々がたくさんの僧侶によって円空が西に向かう様子を夢に見るなど、不思議な出来事が相次いだと記されている。

## 弘瀬寺の所在
この円空がいた弘瀬寺なる寺については現在、伯耆国内（鳥取県の中西部）には存在しておらず、詳細は不明である。一説に1969年（昭和44年）に倉吉市広瀬で発見された広瀬廃寺のことではないかと言われている。「広瀬」と「弘瀬」は同じ読みであるうえ、円空の年代と広瀬廃寺の年代は一致するという。この広瀬廃寺からは平安時代の浄土教信仰を表した臨池式伽藍が発見されており、中央との関係を裏付ける証拠となっている。